# Unserfrau-Altweitra
Unserfrau-Altweitra là một thị trấn ở huyện Gmünd trong bang Niederösterreich, ở nước Áo. Đô thị này có diện tích 70,19 km², dân số năm 2001 là 1016 người.